# Geesje Kwak

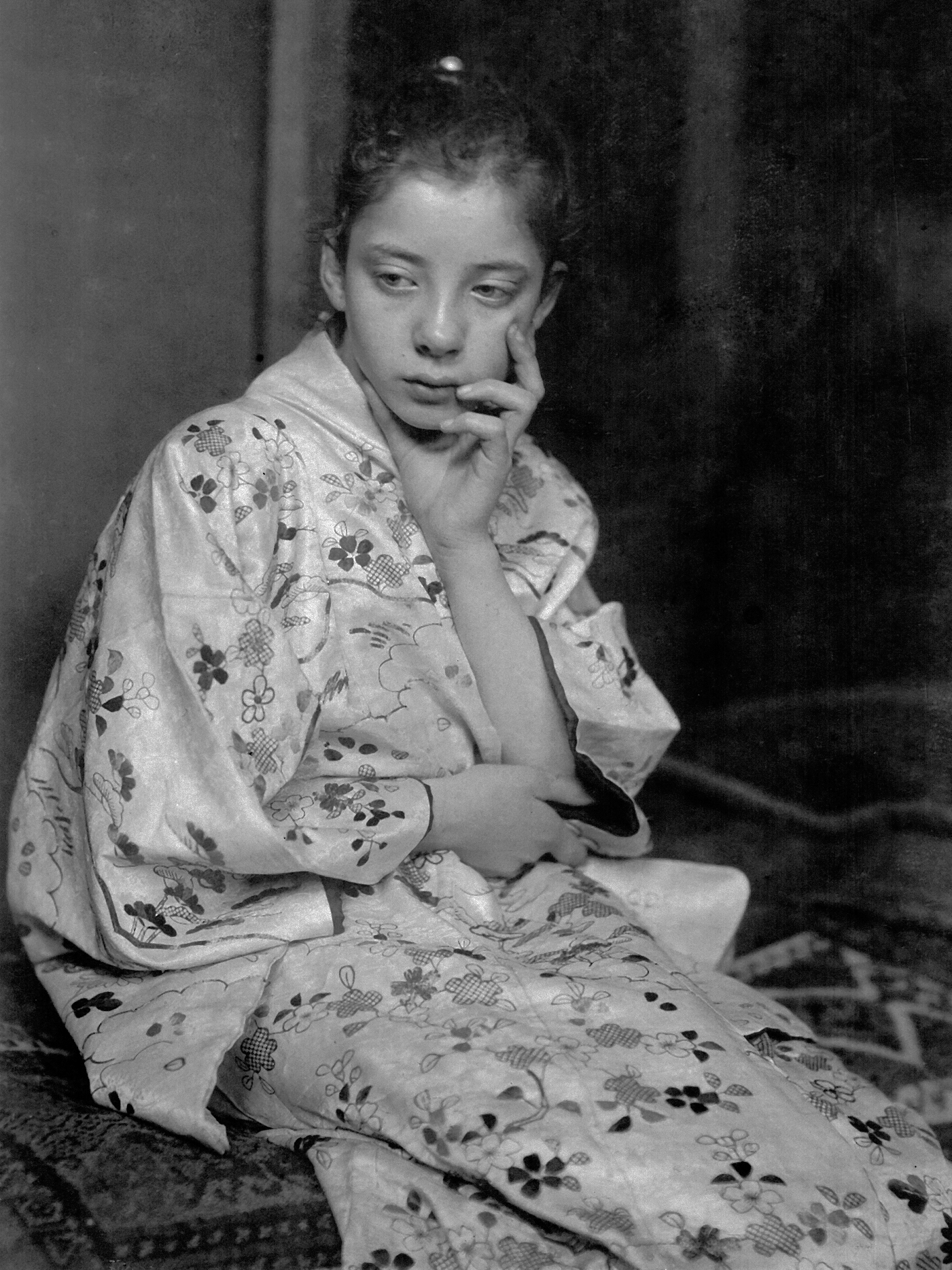
Geesje Kwak, um 1894

Gezina „Geesje“ Kwak (* 17. April 1877 in Zaandam; † 1899 in Pretoria, Südafrika) war eine niederländische Näherin und ein Modell für den Maler und Fotografen George Hendrik Breitner.

## Leben

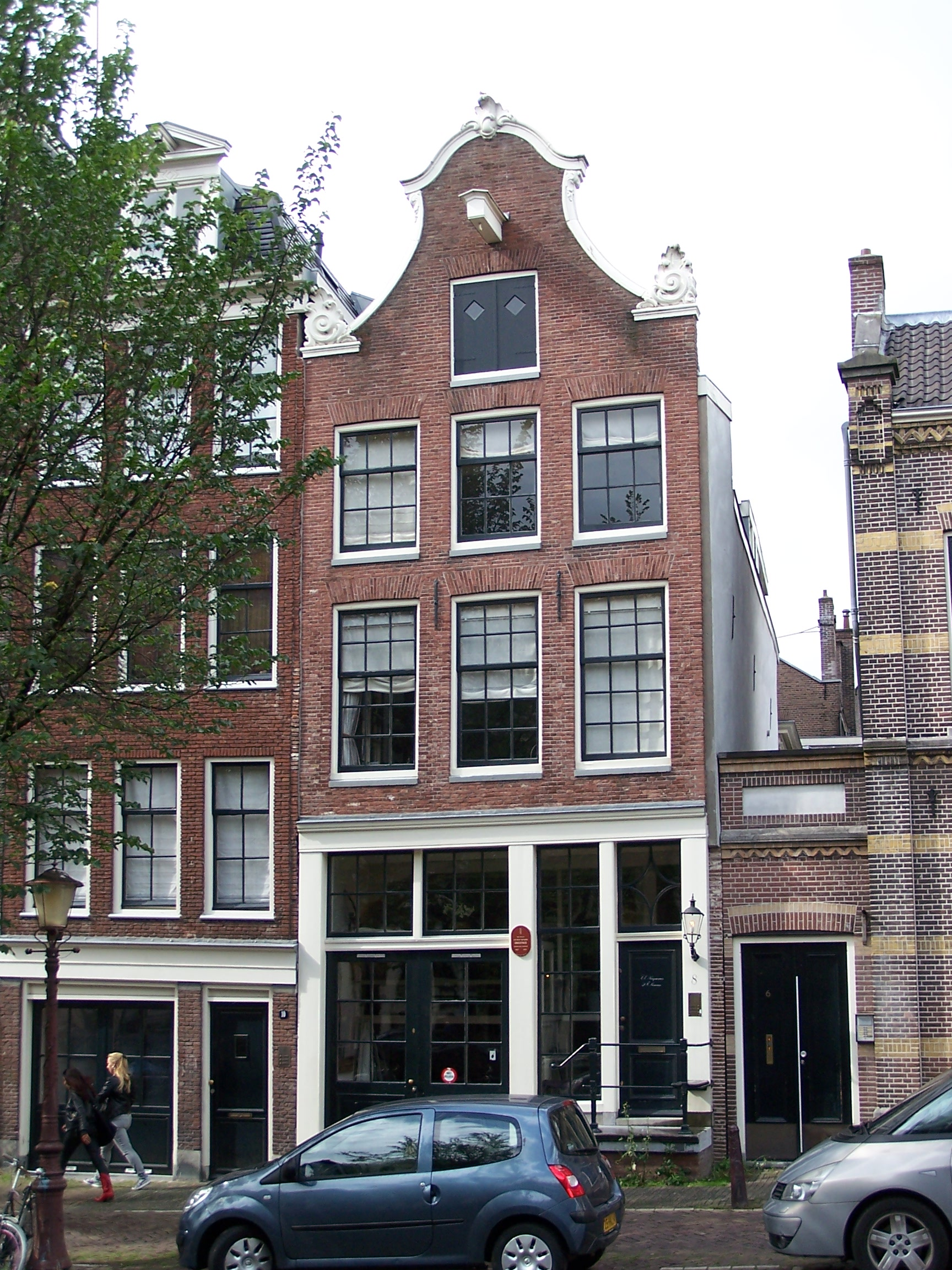
Ehemaliges Atelier, Lauriergracht 8, Amsterdam

Geesje Kwak war die Tochter des Schiffers Jan Kwak (1843–1913) aus Wormer und der Dienstbotin Willemptje Posch (1847–1893). Sie wurde nach ihrer Großmutter Geesje van Zanden benannt. Sie hatte zwei ältere und drei jüngere Geschwister. Als sie drei Jahre alt war, zog die Familie 1880 in die Commelinstraat im Amsterdamer Viertel Dapperbuurt. Danach lebten sie an verschiedenen Adressen in Amsterdam, und ihr Vater arbeitete als Bediensteter und einfacher Arbeiter. Mit fünfzehn Jahren zog Geesje Kwak im Februar 1893 zu ihrer älteren Schwester Anna (1873–1939). Gemeinsam bewohnten sie ein Zimmer in der Govert Flinckstraat im Arbeiterviertel De Pijp, danach in der Tweede van Swindenstraat. Anna arbeitete in einer der Nähwerkstätten und Geesje Kwak wahrscheinlich auch. Nach dem Tod ihrer Mutter im Oktober 1893 lebten die Schwestern wieder bei ihrem Vater in Dapperbuurt.
Geesje Kwak arbeitete als Näherin, möglicherweise als Hutverkäuferin und -macherin sowie als Modell für den Maler George Hendrik Breitner. Sie folgte ihrer jüngeren Schwester Niesje (1879–1911), die im Juli 1895 ausgewandert war, nach Südafrika. Ein 1897 aufgenommenes Porträtfoto aus einem Fotostudio in Pretoria, das die Schwestern gemeinsam zeigt, ist erhalten geblieben. Geesje Kwak starb 1899 während des Zweiten Burenkrieges, als in der von britischen Truppen belagerten Stadt Pretoria Typhus ausbrach. Nach anderer Quelle war Tuberkulose die Ursache für ihren frühen Tod. Ihre Schwester überlebte die Epidemie, heiratete und nannte ihre 1901 geborene Tochter Gezina nach ihrer Schwester Geesje.

## Modelltätigkeit
Nachdem Geesje Kwak in der Dapperbuurt mit dem Maler George Hendrik Breitner in Kontakt gekommen war, kam sie ab 1893 regelmäßig in sein Atelier im zweiten Stock der Lauriergracht 8, wo sie ihm gegen Entlohnung Modell stand, allein im August 1893 fünf Mal. Zwischen 1893 und 1895 posierte sie regelmäßig für Breitner.
Geesje Kwak stand Breitner Modell für Entwurfszeichnungen, Vorstudien und Fotografien. Aus dieser Zeit gibt es mehrere Fotografien von ihr, in denen sie, abwechselnd in rote, weiße oder blaue geblümte japanische Kimonos gekleidet, auf einem Diwan sitzt oder liegt, vor einem Paravant oder im Garten steht. Es gibt auch ein Foto, das Breitner von ihr in einem dicken Mantel im Schnee gemacht hat. Außerdem ließ sie sich auch unbekleidet ablichten, wie ein Foto in der Atelierumgebung belegt. Breitner nutzte seine Fotos als Vorlage für seine Ölbilder. Die Fotos entstanden in einer speziell im orientalischen Stil eingerichteten Ecke des Ateliers mit ein paar Perserteppichen, einem Spiegel, einem großen Diwan, über den ein Kelim ausgebreitet war, und verschiedenen orientalischen Paravents mit Kranich- und Blumenmuster.

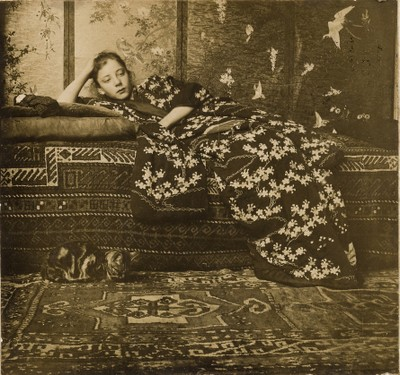
Geesje, etwa 1894
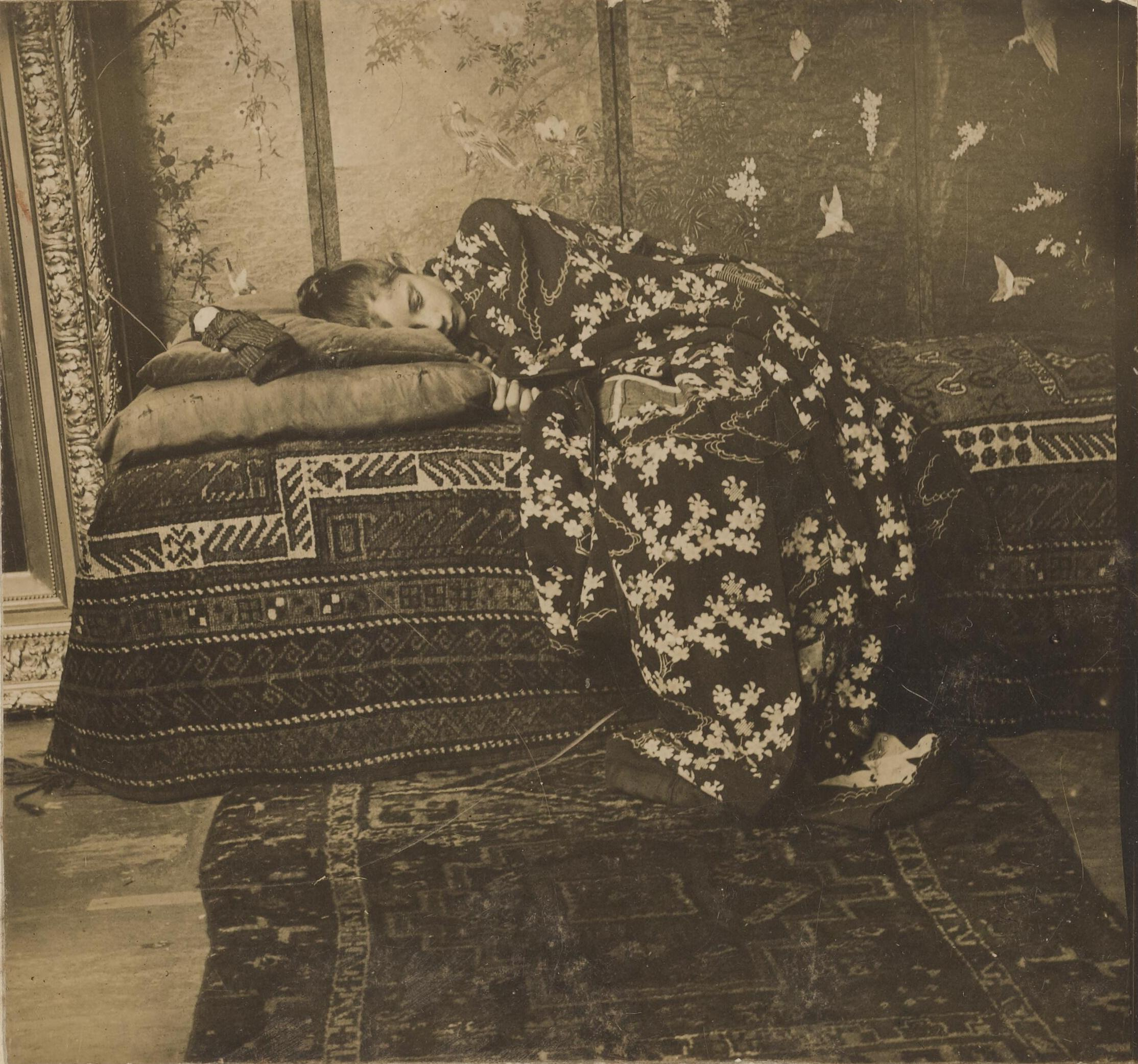
Geesje, etwa 1894
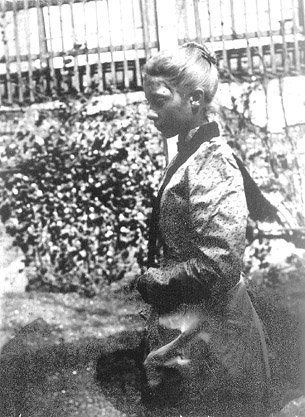
Geesje, ohne Datum
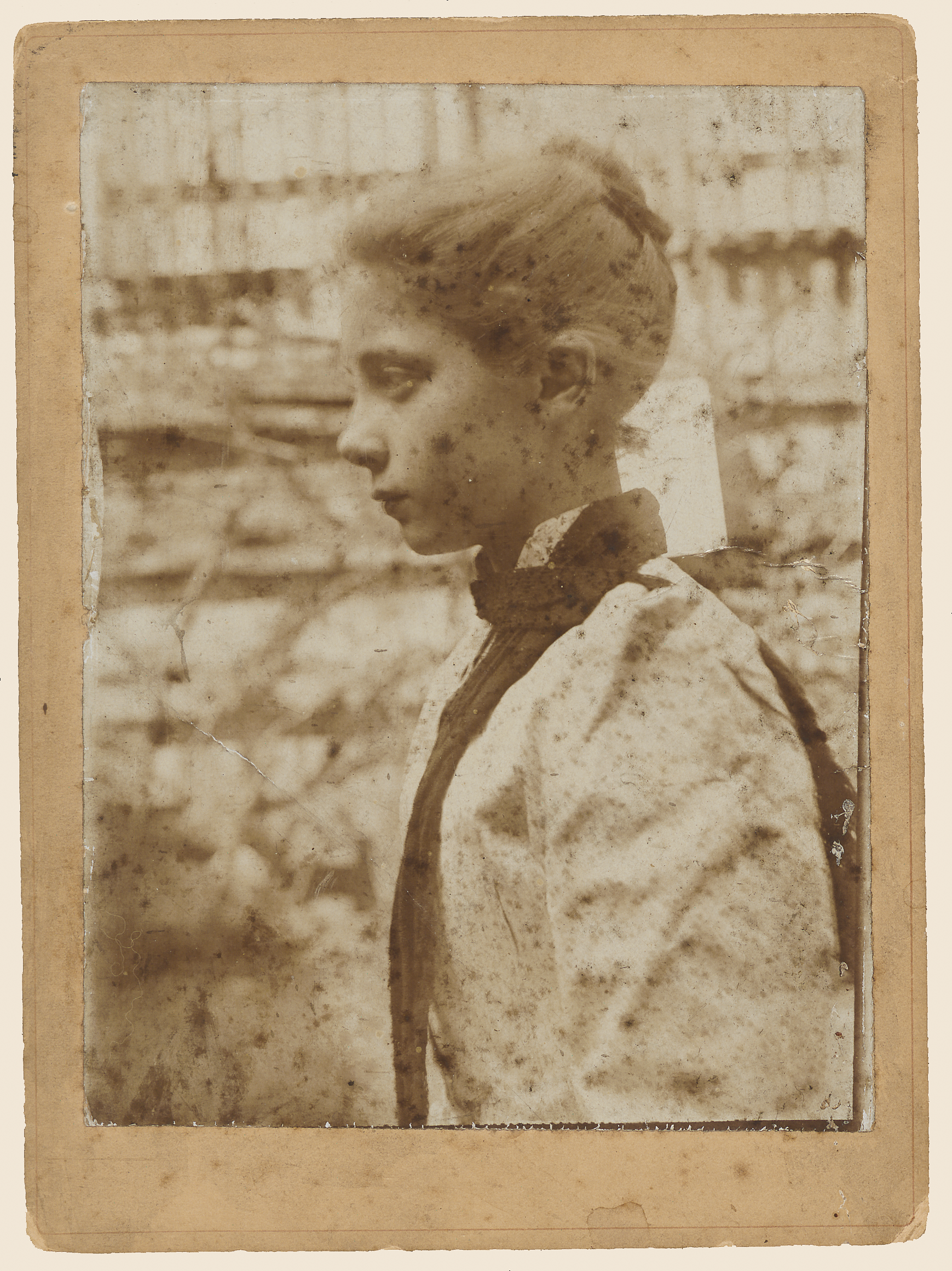
Geesje, ohne Datum
Geesje, ohne Datum

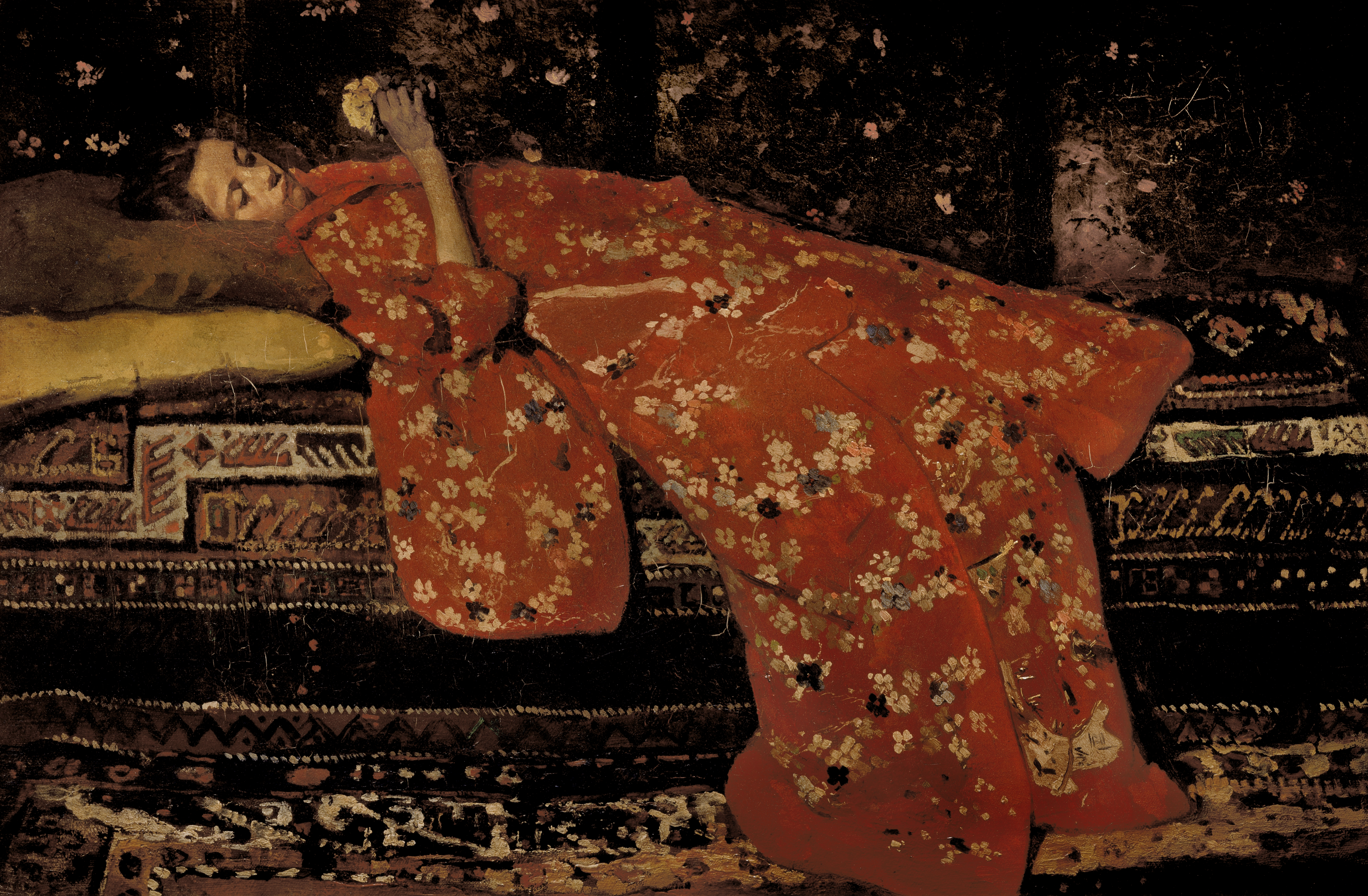
Meisje in rode kimono, liggend, 1894
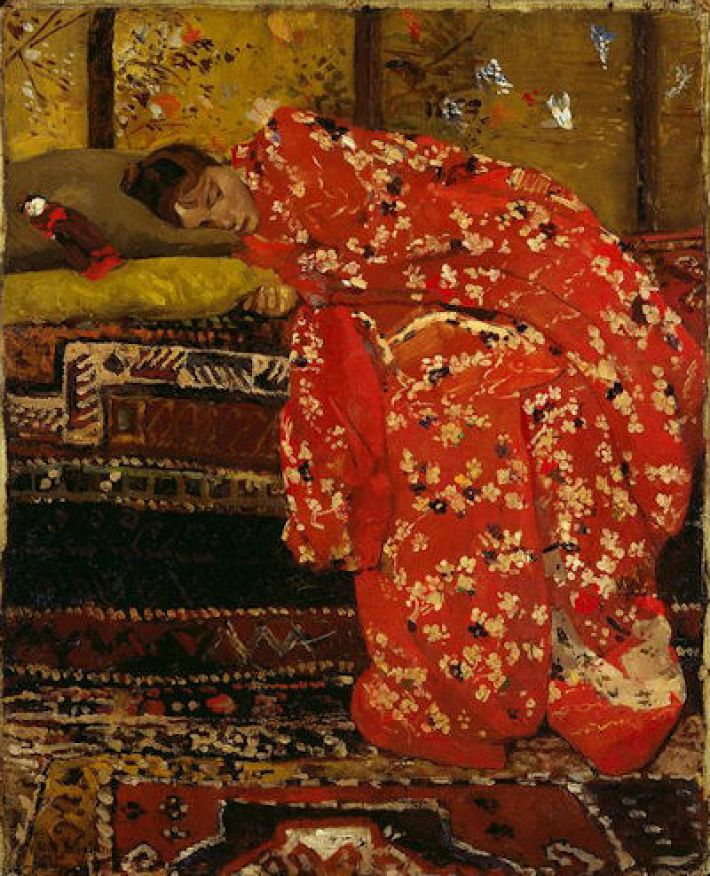
Meisje in rode kimono
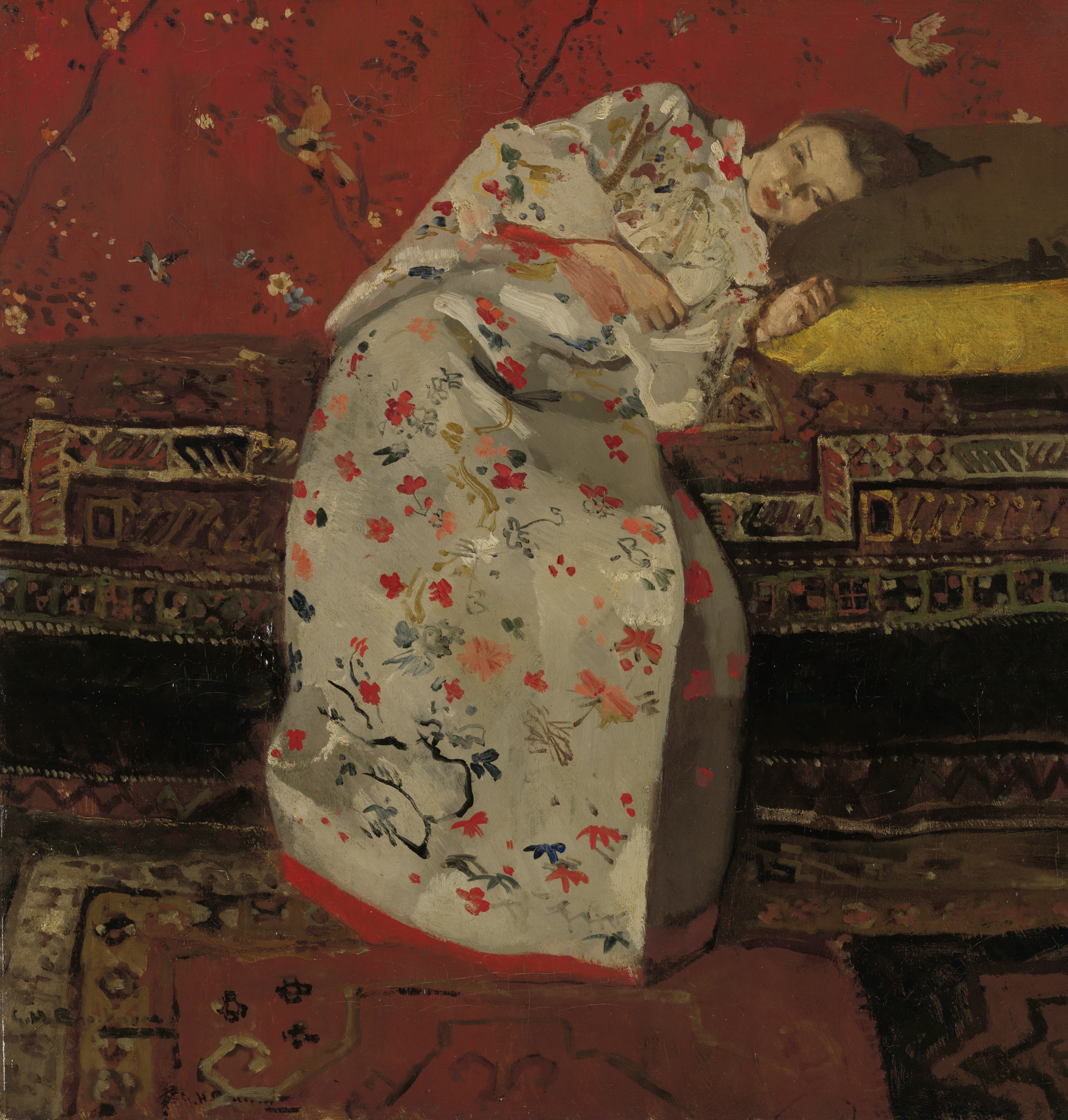
Meisje in witte kimono, 1894
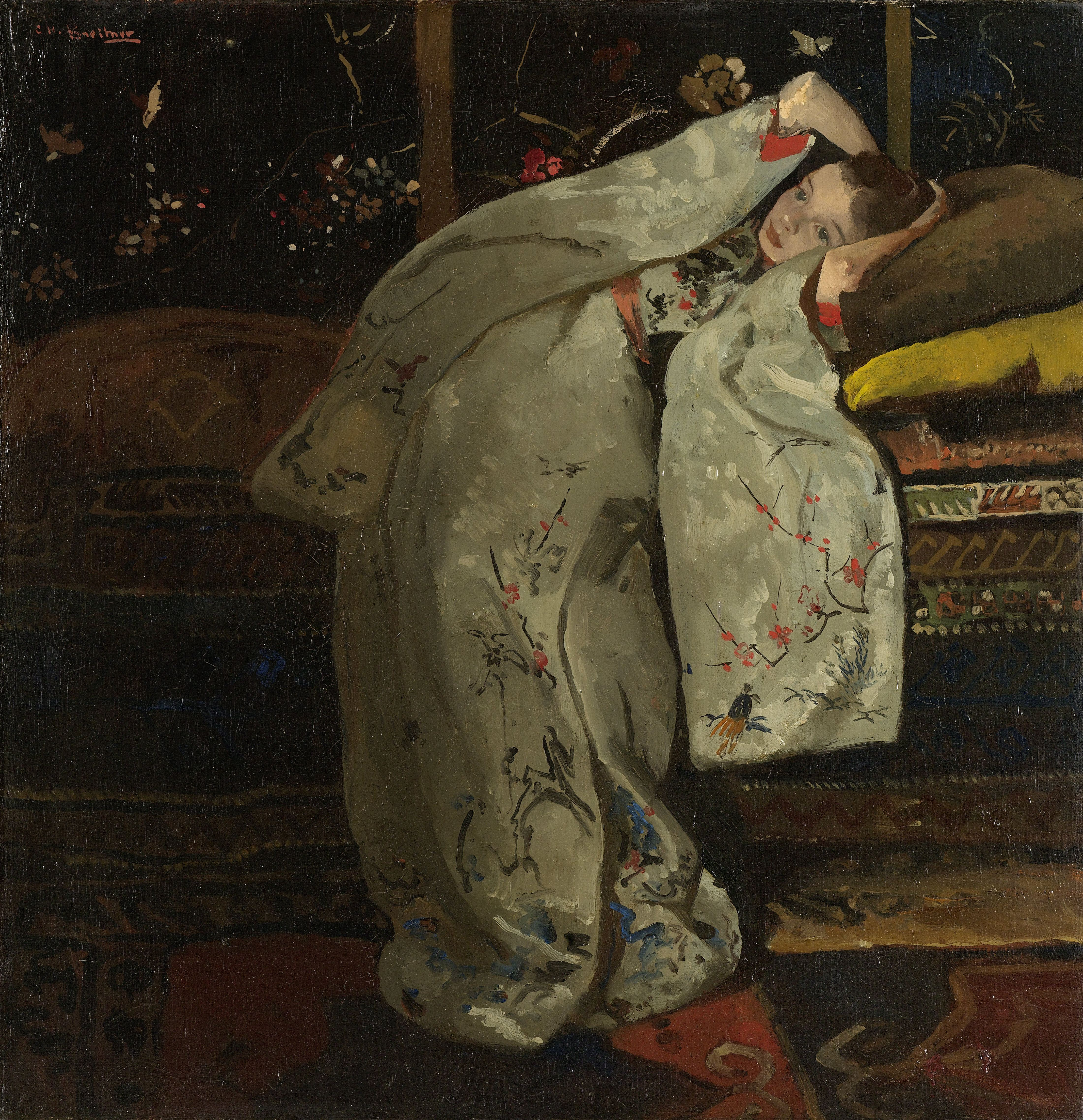
Meisje gekleed in een kimono, achterover liggend op een bank, 1894
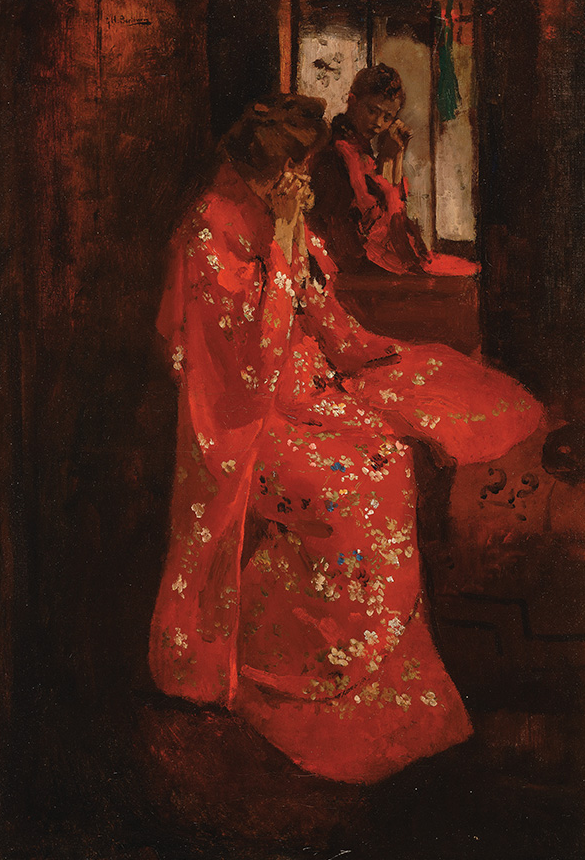
Meisje in rode kimono voor de spiegel, 1894
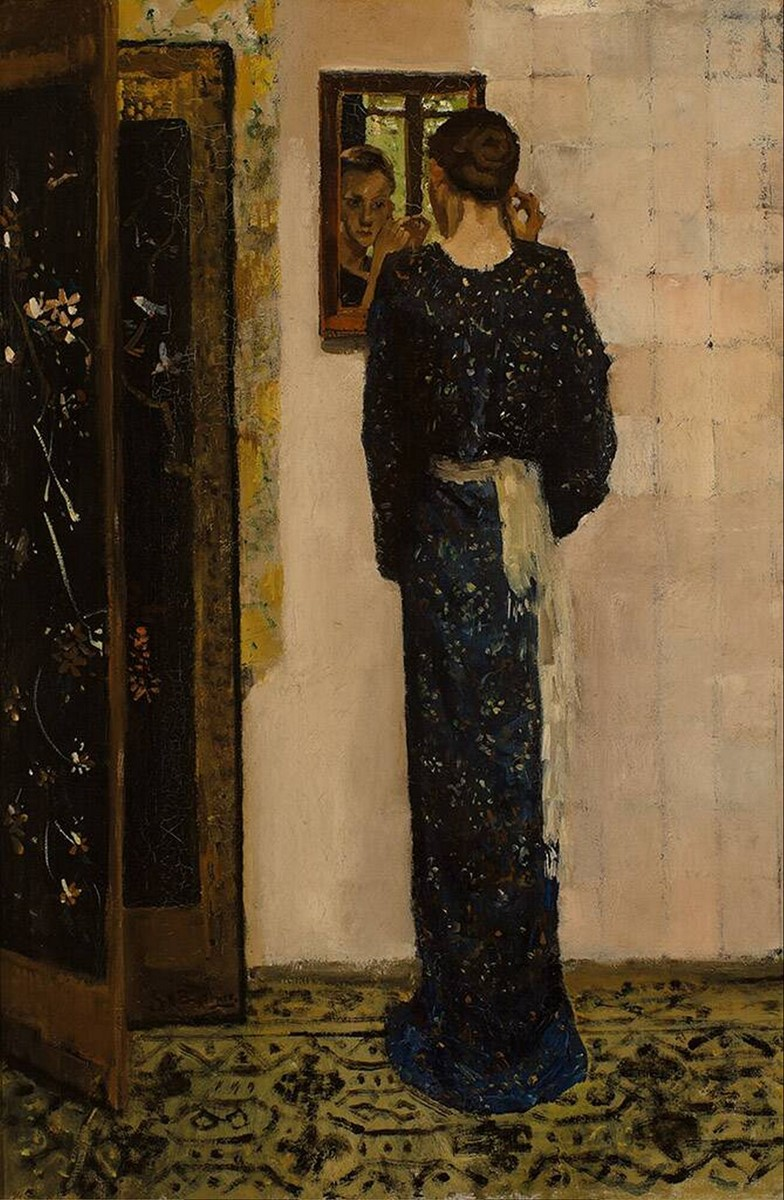
De oorbel, um 1893
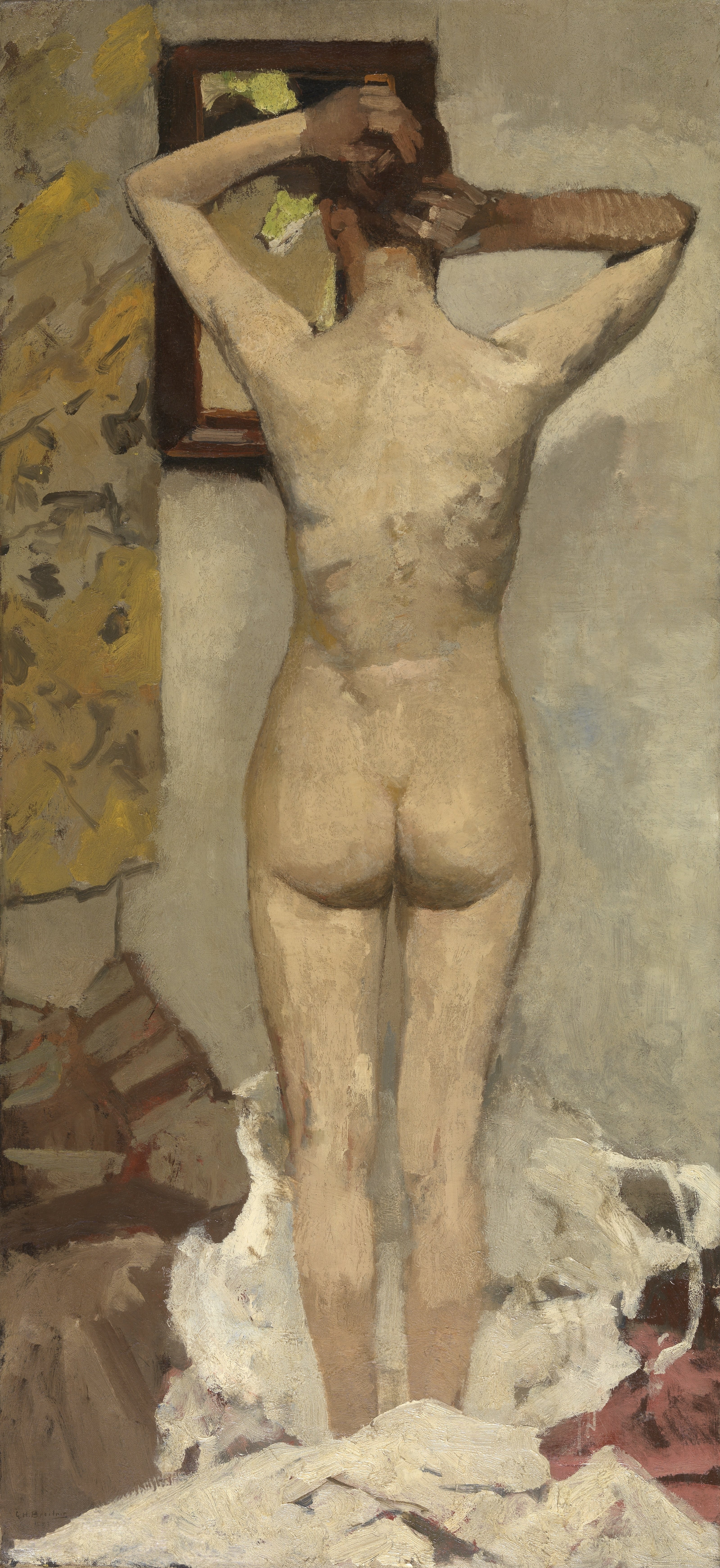
Staand naakt, 1893

## Öffentliche Wahrnehmung
Insgesamt entstanden dreizehn „Japanse meisjes“-Gemälde, die teils kritisiert wurden, weil sie „Frauen mit verdächtigem Aussehen und unverfrorener Haltung“ zeigten und ein zu erotisches Erscheinungsbild hätten. Die Gemäldeserie des „Mädchens im Kimono“ fand zwar Beachtung in der Presse, aber Geesje Kwak, Breitners Vorbild, erhielt keine positive Resonanz. In einem Artikel des konservativen Nieuwe Rotterdamsche Courant von 1894 hieß es, dass „das ‚Mädchen mit ihrem plebejischen Aussehen, den deformierten Armen und Händen‘ mit der ‚reichen japanischen Umgebung‘ in Konflikt“ geriete. Zu der Aussage über Geesjes Gliedmaßen findet sich keine weitere Erklärung. Noch im Jahr 1948 beschrieb der christliche Volksschriftsteller Jan Mens in seinem Roman De Blinde Weerelt eine Figur namens „Geesje Kwak“ als „trotteliges Kind“ aus dem Jordaan mit „vorstehenden Zähnen“ und einem „Hasengesicht“. Mit Breitners steigender Bekanntheit erfuhren auch seine Gemälde von Geesje Kwak im Kimono um 1900 wachsende Wertschätzung und wohlwollendere Deutung. Von Künstlerkollegen wurden sie wegen ihrer „Reinheit“ mit Werken des alten niederländischen Meister Jan Vermeer verglichen.
Von den dreizehn Kimono-Gemälden befinden sich acht in Privatbesitz. In den Niederlanden sind fünf Werke in Museen zu sehen:
- Der Ohrring: Museum Boijmans Van Beuningen
- Mädchen im weißen Kimono. Rijksmuseum Amsterdam
- eine Variation von Mädchen im weißen Kimono. Rijksmuseum Twenthe
- Der rote Kimono. Stedelijk Museum Amsterdam
- Mädchen im roten Kimono (Geesje Kwak). Kunstmuseum Den Haag[4]

2016 wurden alle dreizehn Kimono-Gemälde und viele Skizzen erstmals gemeinsam im Rijksmuseum in Amsterdam ausgestellt. 2020 waren mit Mädchen im roten Kimono, Mädchen im weißen Kimono und Der rote Kimono drei der Gemälde von Geesje Kwak im Kunstmuseum Den Haag zu sehen. Geesje Kwak wurde posthum zu einem sehr bekannten Malermodell.